# Manifestations contre SOPA et PIPA

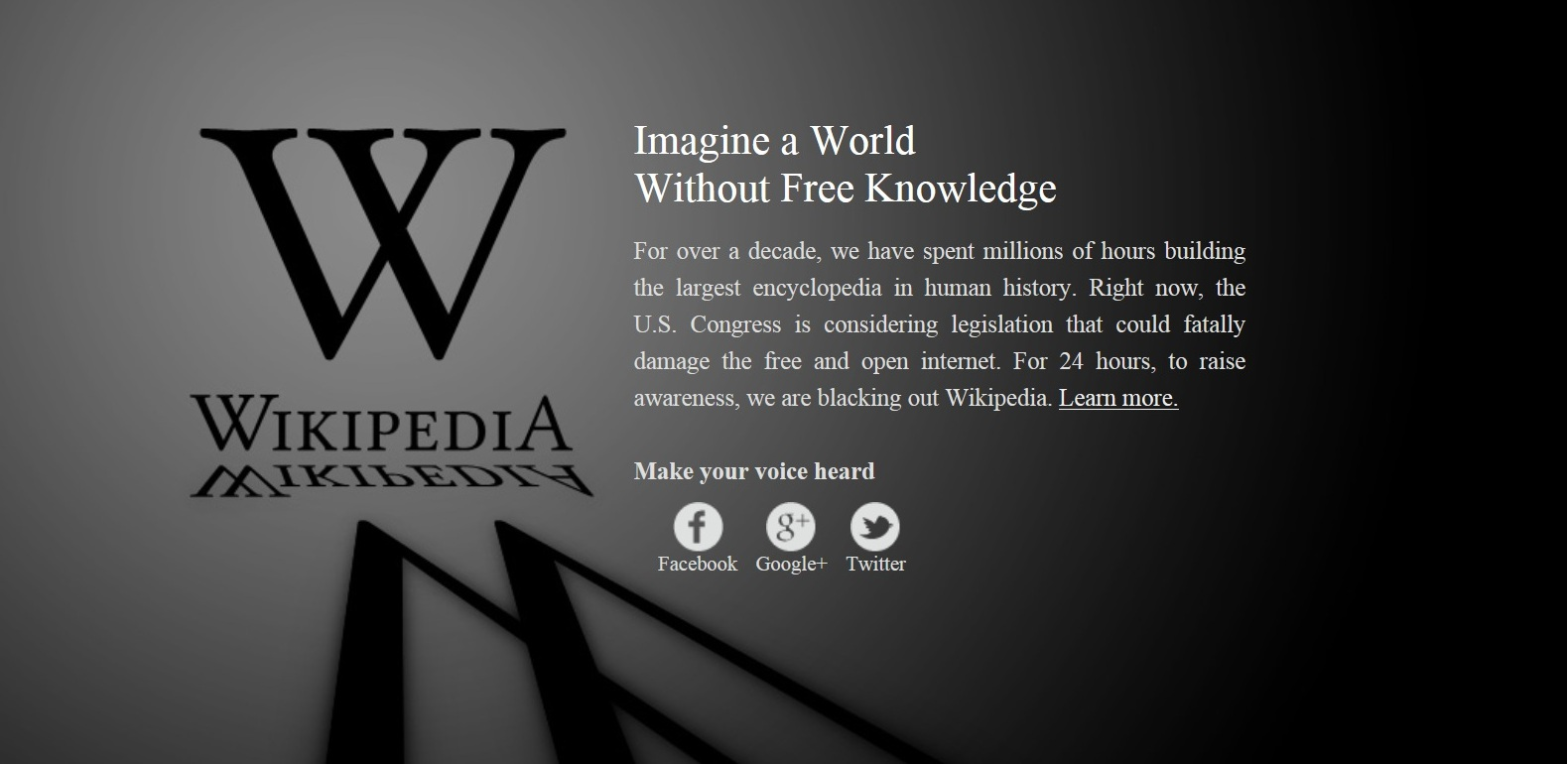
Capture d'image de Wikipédia en anglais lors du blocage du 18 janvier.

Un nombre de manifestations contre deux législations proposées au Congrès américain — Stop Online Piracy Act (SOPA) et PROTECT IP Act (PIPA) — ont été recensées le 18 janvier 2012. Certains sites tels que Reddit et Wikipédia en anglais, ont bloqué leurs contenus en redirigeant les internautes vers des messages d'opposition. Des sites et autres organisations, tels que Google, Mozilla et Flickr, se sont également manifestés tout en laissant partiellement ou complètement l'accès leurs contenus. Les manifestations se sont étendues à travers le monde.
Le 16 janvier, le fondateur de Wikimedia Jimmy Wales et la directrice de la Wikimedia Foundation Sue Gardner annoncent le blocage temporaire des pages après un sondage de 72 heures. La date a été choisie pour coïncider avec d'autres sites, tels que Reddit, avec une durée de 24 heures et a débuté à 5 h (EST) le 18 janvier.

## Manifestations

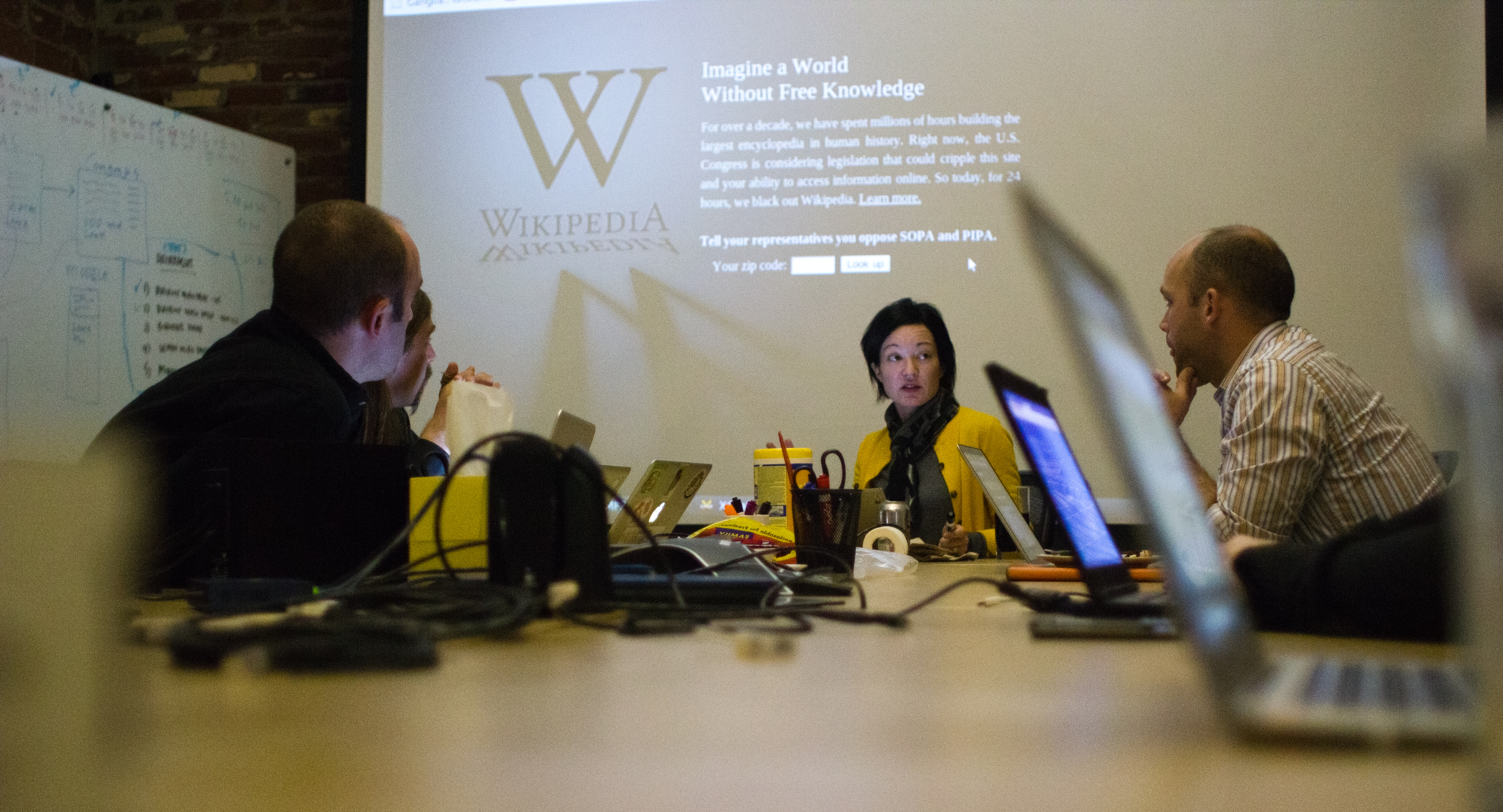
Sue Gardner lors d'une discussion concernant le blocage de Wikipédia en anglais au soir du 17 janvier 2012.

### Communauté de Wikipédia
Le blocage a été intentionnellement partiellement effectué ; les utilisateurs de Wikipédia pouvaient accéder aux contenus par le biais de la version mobile ou de sites miroirs, ou en appliquant le JavaScript ou diverses fonctions Internet,. Les autres projets Wikimédia pouvaient également montrer leur opposition en soutenant la Foundation.
Ces autres éditions de Wikipédia ont exposé un bandeau pour soutenir leur opposition incluant : Wikipédia en allemand, Wikipédia en albanais, Wikipédia en arabe, Wikipédia en aragonais, Wikipédia en bengali, Wikipédia en bulgare, Wikipédia en catalan, Wikipédia en chinois, Wikipédia en coréen, Wikipédia en croate, Wikipédia en espagnol, Wikipédia en géorgien, Wiktionary en grec, Wikipédia en indonésien, Wikipédia en italien, Wikipédia en japonais, Wikipédia en néerlandais, Wikipédia en norvégien, Wikipédia en portugais, Wikipédia en russe, Wikipédia en serbe, Wikipédia en suédois, Wikipédia en turc, Wikipédia en ukrainien, Wikipédia en vietnamien et bien d'autres.

### Autres sites
Plus de 115 000 sites ont participé à la manifestationGoogle annonce son intention de censurer son logo pour l'occasion. En cliquant sur le logo, les lecteurs sont informés sur ces législations qui menacent la liberté d'expression et une pétition sera organisée.
Le site de partage Flickr active une option pour ses utilisateurs qui permet de « censurer » un nombre illimité de photos en guise d'opposition face au SOPA/PIPA. 4chan déroule une bannière et « censure » également les messages d'utilisateurs et images.

## Réaction

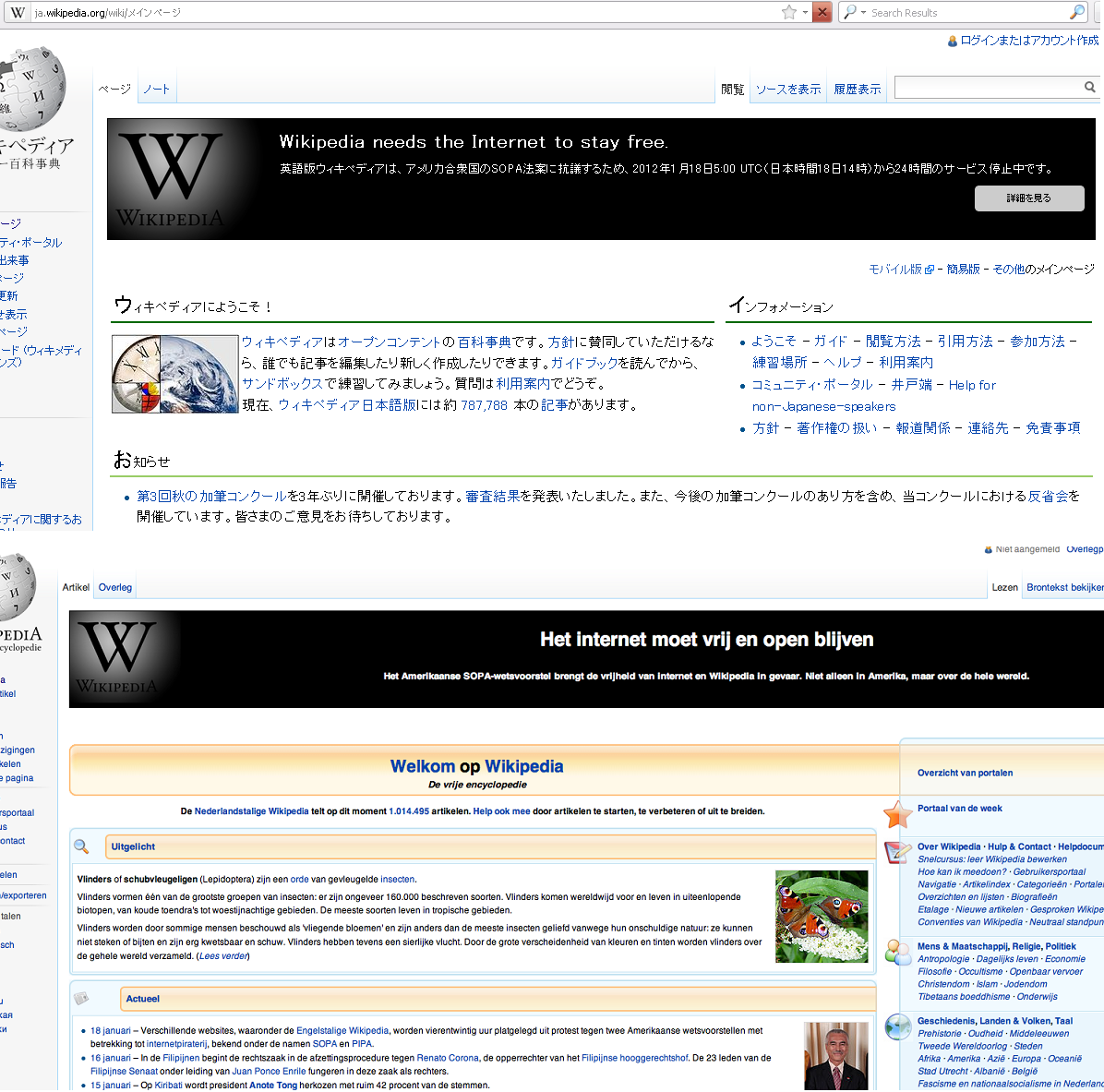
Pages principales des Wikipédia en japonais et en néerlandais le 18 janvier 2012, affichant leur soutien envers la protestation de Wikipédia en anglais.

### Avant le blocage
L'annonce du blocage a été rapporté partout dans le monde par le biais de divers médias. Ces médias incluent, par ordre alphabétique, ABC Australia, CBC, BBC der Spiegel, Le Figaro Le Monde, Libération, Fox News, The Guardian, Menafn, News Limited, Sky News, The Age, The Hindu, The New York Times,, The Washington Post, The Wall Street Journal et The Times of India.

### Pendant le blocage
La Wikimedia Foundation rapporte qu'environ 162 millions d'internautes ont visité la version bloquée de Wikipédia pendant la période des 24 heures, dont au moins 4 millions d'entre eux ayant vérifié le bandeau concernant les législations. Le visionnage de Wikipédia a constamment augmenté avec 17 535 733 millions de visionnages enregistrées, comparé au 4 873 388 le jour précédent. Une pétition a été créée et lancée sur Google et a obtenu 4,5 millions de signatures. MSNBC rapporte 2,4 millions de messages sur Twitter concernant le SOPA, le PIPA et les nombreux blocages faits durant les dernières 18 heures,.
Le blocage n'a volontairement pas été complet et, bien qu'aucune édition ne pût être faite, les internautes pouvaient accéder aux articles de Wikipédia en activant Javascript et en pressant la touche échap avant que l'écran de protestation ne se charge. Les articles étaient également accessibles par le biais de la version mobile de Wikipédia, en utilisant le cache Google, ou en visitant des sites miroir.